# Ayrton Preciado
Eduar Ayrton Preciado García, noto semplicemente come Ayrton Preciado (Esmeraldas, 17 luglio 1994), è un calciatore ecuadoriano, centrocampista dell'Aldosivi e della nazionale ecuadoriana.

## Caratteristiche tecniche
È un esterno sinistro.

## Carriera

### Nazionale
Il 23 febbraio 2017 ha esordito con la nazionale ecuadoriana disputando l'amichevole vinta 3-1 contro l'Honduras.

## Palmarès

### Club

#### Competizioni nazionali
- Campionato ecuadoriano: 1

Emelec: 2017
- Campionato messicano: 1

Santos Laguna: Clausura 2018